# دیوید تسیماکوریدزه
دیوید تسیماکوریدزه (زاده ۲۹ مارس ۱۹۲۵ در پوتی، گرجستان شوروی - درگذشته ۹ می ۲۰۰۶ در تفلیس، گرجستان) کشتی‌گیر سابق اهل شوروی و قهرمان المپیک در کشتی آزاد است.

## المپیک
تسیماکوریدزه در بازی‌های المپیک تابستانی ۱۹۵۲ در هلسینکی شرکت کرد که در آنجا توانست با شکست غلامرضا تختی در فینال، مدال طلای کشتی آزاد را در قسمت میان‌وزن دریافت کند.